# Ненси Кетрин Хејлс
Ненси Кетрин Хејлс (енгл. Nancy Katherine Hayles; Сент Луис, Мисури, 16.децембар 1943.) је амерички књижевни критичар и академик којa се током своје каријере усмерила на истраживање везе између књижевности, науке и технологије.

## Биографија
Ненси Кетрин Хејлс је по образовању хемичарка. Након завршених основних студија (1966) и мастер студија из хемије (1969), своје интересовање преусмерава на књижевност. Дипломирала је 1970. године на Универзитету Мичиген (енгл. Michigan State University), а 1977. завршила је докторске студије на Универзитету у Рочестеру (енгл. University of Rochester).

## Каријера
Хејлс има дугу и разнолику академску каријеру, радивши на неким од најпрестижнијих институцијама, укључујући Универзитет Калифорније, Универзитет Ајова, Калтек и Универзитет Дартмут. Од 2008. до 2018. године, била је професор енглеског језика и књижевности на Универзитету Дјук. Након тога, постала је угледни истражни професор на Универзитету Калифорније у Лос Анђелесу (УКЛА), где је такође добила звање хилис професора књижевности.

## Истраживачки рад
Теоријски рад Ненси Кетрин Хејлс углавном се фокусира на америчку постмодерну књижевност, али она такође истражује и дубоке везе између технологије и књижевности. Ауторка је бројних књига и научних радова који се баве темама као што су материјалност медија, когниције, постхуманизам, као и контекстуализација односа између људи и вештачке интелигенције. У својим делима Машине за писање (енгл. Writing Machines, 2002) и Како мислимо (енгл. How We Think, 2012), Хејлс истиче да физичка форма у којој се књижевна дела јављају може утицати на њихово значење и интерпретацију. Према њеним истраживањима, медији обликују наше разумевање света, те је важно разматрати како медији и технологија обликују наше когнитивне процесе. Она такође разматра когницију ван људске перцепције, наглашавајући важност уважавања несвесних процеса и техничких система као део шире слике.

## Награде и признања
Ненси Кетрин Хејлс је добитница више престижних награда. Добила је награду Рене Велек за најбољу књигу у области књижевне теорије за дело Како смо постали постљуди: Виртуелна тела у кибернетици, књижевности и информатици (How We Became Posthuman: Virtual Bodies in Cybernetics, Literature and Informatics, 2000), као и награду Сузан Лангер за изванредно остварење у еколошкој и симболичкој форми за књигу Машине за писање (2013). Поред тога, Хејлс је довила и Награду за каријерно остварење (2018). Године 2015. постала је члан Америчке академије уметности и наукa (енгл. American Academy of Arts and Sciences). Од 2014. године, Организација за електронску књижевност додељује награду за књижевну критику која носи њено име ˗ Награда Н. Катерин Хејлс за критику електронске књижевности.

## Одабрана дела
- Космичка мрежа: Модели научних поља и књижевне стратегије у двадесетом веку (енгл. The Cosmic Web: Scientific Field Models and Literary Strategies in the Twentieth Century, Ithaca: Cornell University Press, 1984)
- Оковани хаосом: Уређени неред у савременој књижевности и науци (енгл. Chaos Bound: Orderly Disorder in Contemporary Literature and Science, Ithaca: Cornell University Press, 1990)
- Како смо постали постљуди: Виртуелна тела у кибернетици, књижевности и информатици (енгл.  How We Became Posthuman: Virtual Bodies in Cybernetics, Literature and Informatics, Chicago: University of Chicago Press, 1999, 350 pp)
- Машине за писање (енгл. Writing Machines, Cambridge: MIT Press, 2002, 144 pp)
- Моја мајка је била рачунар: дигиталне теме и књижевни текстови (енгл. My Mother Was a Computer: Digital Subjects and Literary Texts, Chicago: University of Chicago Press, 2005, 290 pp)
- Електронска књижевност: Нови хоризонти за књижевност (енгл. Electronic Literature: New Horizons for the Literary, Notre Dame: University of Notre Dame Press, 2008, 223 pp)
- Како мислимо: Дигитални медији и савремена техногенеза (енгл. How We Think: Digital Media and Contemporary Technogenesis, University of Chicago Press, 2012)
- Незамишљено: Моћ когнитивног несвесног (енгл. Unthought: The Power of the Cognitive Nonconscious, University of Chicago Press, 2017)
- Постпринт: Књиге и постајање рачунарским (енгл. Postprint: Books and Becoming Computational, Columbia University Press, 2021)
- Од бактерија до вештачке интелигенције: Људска будућност са нашим нељудским симбионтима (енгл. Bacteria to AI: Human Futures with our Nonhuman Symbionts (Chicago: University of Chicago Press, 2025)[5]